# Овсовина
Овсовина, Няцеч, канал Овсовина (біл. Аўсовіна) — річка в Славгородському районі Могильовської області і Корм'янському районі Гомельської області Білорусі, права притока річки Сож (басейн Дніпра).
Довжина річки 18 км, з них 15 км у Корм'янському районі. Площа водозбору 48,5 км². Середній нахил водної поверхні 1,4 ‰. Починається біля села Терехівка Славгородського району, впадає в Сож біля села Студенець Корм'янського району. Від гирла до села Лабирівка протягом 5,4 км каналізована. Біля села Золотомине на річці є ставок.